# Xtorrent
Xtorrent é um cliente proprietário de BitTorrent para o Mac OS X.
Mesmo sendo um programa pago, é possível baixar e testá-lo com certas limitações o programa no Mac OS X. A versão não registrada têm limites de velocidade de download e uma espécie de janela aberta durante a execução do programa clamando o usuário a comprar o programa. Os desenvolvedores são os mesmos responsáveis pelos programas Acquisition, NewsFire, Inquisitor (OS X e iPhone OS), Ski Lodge (iPhone OS) e safari140. Requer Mac OS X v10.5. Mas já suporta o Mac OS X v10.6.
A versões pro custam US$ 25, US$ 40 e US$ 55.